# Цандер, Отто
Отто Цандер (нем. Otto Zander, 11 августа 1886 — 20 июня 1938) — немецкий шахматист и шахматный функционер, мастер, участник конгрессов Германского шахматного союза.
С 1933 года был федеративным управляющим Шахматной федерации Великой Германии (нем. Großdeutsche Schachbund). Его заместителем был мастер Э. Пост, формальным («почетным») председателем — Й. Геббельс. 9 июля 1933 года во время инаугурации Цандер произнес речь откровенно антисемитского содержания.
Был обертруппфюрером штурмового отряда (СА). Погиб в ночь на 20 июня 1938 года во время очередной операции. Похоронен в Гейдельберге.

## Спортивные результаты
| Год  | Город         | Соревнование                                 | + | − | = | Очки     | Место |
| ---- | ------------- | -------------------------------------------- | - | - | - | -------- | ----- |
| 1920 | Берлин        | Турнир немецких шахматистов                  |   |   |   |          |       |
| 1921 | Гамбург       | 21-й конгресс Германского шахматного союза   | 2 | 7 | 2 | 3 из 11  | 11    |
| 1922 | Бад-Эйнхаузен | 22-й конгресс Германского шахматного союза   | 2 | 6 | 3 | 3½ из 11 | 12    |
|      | Берлин        | Матч Германия — Швеция (против К. Харальдса) | 1 | 1 | 0 | 1 из 2   |       |
|      | Берлин        | Матч Германия — Нидерланды (против В. Фика)  | 1 | 0 | 1 | 1½ из 2  |       |
| 1925 | Берлин        | Матч-турнир четырёх столиц (командный)       | 1 | 2 | 0 | 1 из 3   |       |

## Книги
- Geschichte der Berliner Schachgesellschaft. Festschrift zur Feier ihres 100jährigen Bestehens. Charlottenburg 1927.